# Atala-Campagnolo
L'Atala-Campagnolo era una squadra maschile italiana di ciclismo su strada, attiva nel professionismo dal 1982 al 1989. Sponsorizzata dall'azienda di telai Atala, fu diretta dall'ex ciclista Franco Cribiori e ottenne i principali risultati con il velocista svizzero Urs Freuler, vincitore di quattordici tappe e una classifica a punti al Giro d'Italia.

## Storia
La storica azienda di biciclette padovana Atala tornò nel ciclismo professionistico a inizio 1982, insieme alla vicentina Campagnolo, per supportare il gruppo sportivo diretto da Franco Cribiori, sponsorizzato fino a fine 1981 dalla toscana Magniflex (team Magniflex-Olmo). Seguirono Cribiori nella nuova squadra ben otto ciclisti della Magniflex, tra cui Pierino Gavazzi e Paolo Rosola, cui si aggiunse tra gli altri il giovane sprinter svizzero Urs Freuler.
Negli anni seguenti la squadra si mise in evidenza soprattutto nelle volate del Giro d'Italia, conquistando tre frazioni nel 1982 con Freuler, altrettante nel 1983 con Rosola, quattro tappe e la classifica a punti nel 1984 con Freuler, altre quattro frazioni nell'edizione 1985 (tre con Freuler e una con il connazionale Daniel Gisiger) e una nel 1986 ancora con Freuler. L'altro sprinter Gavazzi, in squadra fino al 1986, vinse invece il titolo italiano nel 1982 oltre a diverse semiclassiche italiane.
Nel settembre 1985 Cribiori fece debuttare nel professionismo Gianni Bugno, che in poco più di due stagioni con Atala si aggiudicò due Giri dell'Appennino, un Giro del Piemonte e altre semiclassiche del calendario italiano. Al Giro d'Italia 1987 arrivarono altre tre vittorie di tappa per Atala (con Freuler, Marco Vitali e Giuseppe Calcaterra), una anche nell'edizione 1988 della "Corsa rosa" con il gregario Massimo Podenzana, che vestì di rosa per nove giorni.
A fine 1989 la squadra venne sciolta. Il ds Cribiori, pur restando nell'ambiente, lasciò l'attività per dedicarsi alla pittura, mentre i ciclisti si sparpagliarono in altri gruppi sportivi.

## Cronistoria

### Annuario
| Anno | Codice | Nome             | Cat. | Biciclette | Dirigenza                                         |
| ---- | ------ | ---------------- | ---- | ---------- | ------------------------------------------------- |
| 1982 | -      | Atala-Campagnolo | Pro  | Atala      | Dir. sportivi: Franco Cribiori                    |
| 1983 | -      | Atala-Campagnolo | Pro  | Atala      | Dir. sportivi: Franco Cribiori                    |
| 1984 | -      | Atala-Campagnolo | Pro  | Atala      | Dir. sportivi: Franco Cribiori                    |
| 1985 | -      | Atala-Ofmega     | Pro  | Atala      | Dir. sportivi: Franco Cribiori                    |
| 1986 | -      | Atala-Ofmega     | Pro  | Atala      | Dir. sportivi: Franco Cribiori, Gianni Di Lorenzo |
| 1987 | -      | Atala-Ofmega     | Pro  | Atala      | Dir. sportivi: Franco Cribiori, Gianni Di Lorenzo |
| 1988 | -      | Atala-Ofmega     | Pro  | Atala      | Dir. sportivi: Franco Cribiori, Gianni Di Lorenzo |
| 1989 | -      | Atala-Campagnolo | Pro  | Atala      | Dir. sportivi: Franco Cribiori, Gianni Di Lorenzo |

## Palmarès

### Grandi Giri
- Giro d'Italia

Partecipazioni: 8 (1982, 1983, 1984, 1985, 1986, 1987, 1988, 1989)
Vittorie di tappa: 19
1982: 3 (3 Urs Freuler)
1983: 3 (3 Paolo Rosola)
1984: 4 (4 Urs Freuler)
1985: 4 (3 Urs Freuler, Daniel Gisiger)
1986: 1 (Urs Freuler)
1987: 3 (Freuler, Vitali, Calcaterra)
1988: 1 (Massimo Podenzana)
Vittorie finali: 0
Altre classifiche: 1
1984: Punti (Urs Freuler)
- Tour de France

Partecipazioni: 0
- Vuelta a España

Partecipazioni: 0

### Campionati nazionali
- Campionati italiani su strada: 1

In linea: 1982 (Pierino Gavazzi)